# Erigeron reductus
Erigeron reductus là một loài thực vật có hoa trong họ Cúc. Loài này được (Cronquist) G.L.Nesom mô tả khoa học đầu tiên năm 1992.